# برايان سميث (لاعب كرة قدم بريطاني)
برايان سميث (بالإنجليزية: Brian Smith)‏ (12 سبتمبر 1955 في المملكة المتحدة - 1 أغسطس 2013) هو لاعب كرة قدم بريطاني في مركز الوسط. لعب مع برادفورد سيتي وبولتون واندررز ونادي بلاكبول ونادي بورنموث ونادي بوري ونادي سالزبري سيتي وتلسا رافنكس.

## وصلات خارجية
- برايان سميث على موقع قاعدة بيانات كرة القدم.إي يو (الإنجليزية)